# Merizocera yala
Merizocera yala es una especie de araña araneomorfa del género Merizocera, familia Psilodercidae. Fue descrita científicamente por Li en 2020.
Habita en Tailandia. El holotipo femenino mide 1,33 mm.